# Poikkeusjärvi (sjö i Kajanaland)
Poikkeusjärvi är en sjö i Finland. Den ligger i kommunen Suomussalmi i landskapet Kajanaland, i den nordöstra delen av landet, 600 km norr om huvudstaden Helsingfors. Poikkeusjärvi ligger 214,8 meter över havet. Den ligger vid sjön Hossanjärvi. Den är 12,5 meter djup. Arean är 1,44 kvadratkilometer och strandlinjen är 12,72 kilometer lång. Sjön  ingår i Uleälvens huvudavrinningsområde. 